# Витебская летопись
Ви́тебская ле́топись (Летопись Панцырного-Аверки; пол. Dzieje miasta Witebska) — памятник летописания Беларуси XVIII века. Составлена в 1768 году жителем Витебска Стефаном Гавриловичем Аверкой на основе местной летописи Михаила Панцырного (сведения за 896—1709 годы), коротких исторических записей Чарновских (1601—1633 гг.) и Гавриила Аверки (1733—1757 годы), а также материалов, собранных автором. Написана на польском языке. Произведение компилятивное, не имеет литературной целостности и композиционной стройности. Форма изложения традиционная летописная. Основу летописи составляют отдельные краткие погодовые записи-сообщения по русской, польской, литовской и мировой истории, заимствованные преимущественно из польских хроник. Наиболее ценны оригинальные сведения по истории Беларуси и Витебска, особенно о военно-политических событиях конца XVII — начала XVIII веков. В конце летописи помещены списки членов витебского магистрата 1597 года, витебских воевод 1516—1753 годов и другие историко-юридические материалы. Впервые опубликована Алексеем Сапуновым в первом томе «Витебской старины» (1883); вошла также в состав 32 тома «Полного собрания русских летописей».